# Pariscience
 (août 2016).
Pariscience est un festival international de films scientifiques créé en 2005 par l’Association science et télévision. Une cinquantaine de films y sont projetés chaque année. Les projections sont suivies d'un débat entre des scientifiques, des membres de l'équipe du film et le public. Pariscience se déroule au mois d'octobre au Muséum national d'histoire naturelle de Paris.  

## 11eédition: du1erau 6 octobre 2015

### Les temps forts du festival
- La soirée d'ouverture, avec en avant-première La Glace et le Ciel, de Luc Jacquet
- Se tenant quelques semaines avant la conférence Paris Climat 2015 (COP21), le festival a proposé un zoom sur le climat comprenant les séances « Débat science société », ainsi que la soirée « Arte à l'heure de la COP21 ».
- Pour la première fois, le festival se tourne aussi vers la fiction, avec une rétrospective sur l'intelligence artificielle au cinéma Le Grand Action. Quatre films ont été proposés dans le cadre de cette rétrospective : Imitation Game de Morten Tyldum, 2001, l'Odyssée de l'espace, de Stanley Kubrick, A.I., de Steven Spielberg et Eva, de Kike Maíllo.
- Les séances professionnelles organisées en partenariat avec le CNC : « Discussion autour de la réforme du COSIP pour les documentaires scientifiques », la SCAM : « Le Documentaire à la première personne » et la chaîne Radio-Canada : « Comment produire un film scientifique avec le Canada ? »

### Les jurys

#### Jury science télévision
- Axel Kahn (président), médecin généticien, hématologiste et directeur de recherche à l'Inserm
- Charlotte Uzu, productrice chez Les Films d'Ici 2
- Fabienne Chauvière, journaliste scientifique et productrice de l'émission Les Savanturiers sur France Inter

##### 11 films en compétition science télévision
- L'Aventure Rosetta, aux origines de la vie, de Jean-Christophe Ribot (France)
- Le Cerveau avide, de Rob van Hattum (Pays-Bas)
- Opération Stonehenge, de Jeremy Turner (Royaume-Uni, Canada, États-Unis, France, Allemagne, Autriche, Australie)
- Le Petit Guide de l'empoisonneur, de Rob Rapley (États-Unis)
- Régalec, premiers contacts avec le poisson roi, de Bertrand Loyer (France)
- La Vie secrète des matériaux, de Panos Raptis (Royaume-Uni)

Dont cinq films également en compétition étudiant.
- Les Génies de la grotte Chauvet, de Christian Tran (France)
- Nos ordinateurs ont-ils la mémoire courte ?, de Vincent Amouroux (France)
- La Puissance des algorithmes, de Jakob Kneser et Pina Dietsche (Allemagne)
- L'Or rouge, de Philippe Baron (France)
- Sugar Blues, d'Andrea Culkova (République tchèque)

#### Jury grand écran
- Thomas Lilti (président), médecin généraliste, réalisateur et scénariste
- Irina Belykh, directrice de programmation du Contemporary Science Film Festival à Moscou
- François Beauducel, géophysicien à l'Institut de physique du globe de Paris

##### 7 films en compétition grand écran
- 10 Billion, de Peter Webber (Royaume-Uni)
- Alice Cares, de Sander Burger (Pays-Bas)
- Alive Inside, de Michael Rossato-Bennett (États-Unis)
- El color que cayó del cielo, de Sergio Wolf (Argentine)
- The Immortalists, de David Alvarado et Jason Sussberg (États-Unis)
- L'Odorat, de Kim Nguyen (Canada)
- The Visit - Une rencontre extraterrestre, de Michael Madsen (Danemark)

## 10eédition: du 2 au 7 octobre 2014

### Les temps forts du festival
- La soirée d'ouverture, avec en avant-première Focus on Infinity, de Joerg Burger
- La séance spéciale  société/débat sur le thème « La Biologie de synthèse : La Nouvelle Frontière du vivant », modérée par Paul de Brem
- La séance professionnelle en partenariat avec la SCAM et animée par Aline Richard

### Les 10 ans du festival
- Un magazine rétrospectif retraçant les 10 ans du festival : interviews de membres du grand jury, réalisateurs et producteurs, illustrations… à visionner en ligne.
- Une session de Live Tweet avec les scientifiques durant le festival.
- Des courts-métrages des partenaires à visionner en ligne.

### Le grand jury
Pour la 10e édition, Pariscience a ouvert une nouvelle compétition, Grand Écran, récompensant un long métrage.
- Jury Grand Écran
  - Alexis Gambis (président), directeur du festival Imagine Science Films à New-York
  - Marina Cavazzana, professeur de médecine et directrice de recherche Inserm Institut Imagine, spécialiste en thérapie génique, prix Joliot-Curie 2011
  - Peter Lataster, réalisateur de documentaires
- Jury Science Télévision
  - Claudie Haigneré (présidente), astronaute de l'Agence spatiale européenne (ESA), présidente d'Universcience
  - Christine Le Goff, productrice chez ZED
  - Dominique Leglu, directrice de la rédaction de Sciences et Avenir

#### Douze films en compétition science télévision
- Abysses, les alliances des profondeurs de Jean-Yves Collet (France)
- Le Cœlacanthe, plongée vers nos origines de Gil Kebaïli (France)
- Genetic Me de Pernille Rose Grønkjær (Danemark)
- Inside animal minds : bird genius de Graham Russell (États-Unis)
- Journey to the safest place on earth d'Edgar Hagen (Suisse)
- Le Ventre, notre deuxième cerveau de Cécile Denjean (France)
- Les Routes secrètes des oiseaux migrateurs de Franck Cuvelier (France)
- Les Superpouvoirs de l'urine de Thierry Berrod et Quincy Russell (France)
- Marie Curie, une femme sur le front d'Alain Brunard (France)
- Pandora's Promise de Robert Stone (États-Unis)
- Quand la science traque les criminels de Tilman Jens (Allemagne)
- The Making of a Theory de John Rubin (États-Unis)

#### Cinq films en compétition grand écran
- Focus on Infinity de Joerg Burger (Autriche)
- Energized d'Hubert Canaval (Autriche)
- Love and Engineering de Tonislav Hristov (Allemagne, Bulgarie)
- Vive la France d'Helgi Felixson et Titti Johnson (Suède)
- Particle Fever de Mark Levinson (États-Unis)

## 9eédition: du 3 au 8 octobre 2013

### Les temps forts du festival
- La soirée d'ouverture, avec en avant-première Comment j'ai détesté les maths, d'Olivier Peyon (sortie au cinéma le 13 novembre 2013)

- La séance spéciale : « Les bébés de la science  : Quelles limites ? », sur la procréation médicalement assistée.
- La séance professionnelle a pour thème : « Le scientifique et le cinéaste ». Il s’agit de s’interroger sur la façon dont l’homme de science interviewé dans un film ou sollicité pour travailler comme témoin ou comme expert est « traité » par le cinéaste, raconté, « déformé », fictionné le cas échéant… On abordera ainsi les effets du montage, de liberté de point de vue,  de création d’écriture et de partage de la connaissance.

### Le grand jury
- Stella Baruk, présidente du jury, professeur de mathématiques et chercheur en pédagogie

- Silvia Casalino, ingénieur en aéronautique, chef de projet au Centre national d'études spatiales (CNES)
- Vincent Amouroux, réalisateur
- Blanche Guichou, productrice chez AGAT Films & Cie/Ex Nihilo
- Mathieu Vidard, producteur-animateur de l'émission La Tête au carré sur France Inter

#### Treize films en compétition
- Coma et conscience, la fin de l'antagonisme, de Tilman Jens et Davina Weitowitz (Allemagne)
- Le Cerveau d'Hugo, de Sophie Révil (France)
- Le Mystère Atlit-Yam, 10 000 ans sous les mers, de Jean Bergeron (Canada)
- Mémoires de volcans, de François de Riberolles (France)
- No Problem! 6 months with the Barefoot Grandmamas, de Yasmin Kidwai (Inde)
- Primates des Caraïbes, de Jean-Christophe Ribot (France)
- Rédemption Impossible, de Claus Strigel (de) et Christian Rost
- Des abeilles et des hommes, de Markus Imhoof (Suisse)
- DNA Dreams, de Bregtje van der Haak (Pays-Bas)
- Internet, la pollution cachée, de Coline Tison et Laurent Lichtenstein (France)
- Les champignons pourront-ils sauver le monde?, d'Anne Rizzo et Thomas Sipp (France)
- Les Semences de la colère, de Bettina Borgfeld et David Bernet (Allemagne - Suisse)
- Voyage au centre de la mer, de Marc Jampolsky (France - Canada)

## 8eédition: du 4 au 10 octobre 2012
Durant la 8e édition, 46 films ont été projetés. Parmi ceux-ci, 14 étaient inédits à la télévision française. Ces films traitaient de thèmes variés, comme l’espace et l’astrophysique, la génétique, l’archéologie, la chimie et beaucoup d’autres. 

### Les temps forts de l’édition 2012
- Une soirée d’ouverture, avec l’avant-première du film Le Mystère de la matière noire, un film de Cécile Denjean.
- Pariscience a également rendu hommage au célèbre généticien Albert Jacquard. La projection du documentaire Albert Jacquard, jamais sans les autres était suivi d’un débat avec Albert Jacquard en personne.
- La séance spéciale était centrée sur le sujet L’eau, l’or bleu, et animée par Ghislain de Marsily, hydrologue membre de l’Académie des sciences, professeur émérite et chercheur à l’UPMC. Producteurs, réalisateurs, auteurs, diffuseurs et journalistes se retrouvent ainsi chaque année pour débattre d’un sujet en rapport avec les films de science.
- En 2012, la séance professionnelle organisée en partenariat avec la SCAM portait sur la question « Quels écrans pour la science ? ».

### La mission scolaire
Dix-huit séances étaient consacrées aux scolaires. Huit ont été organisées pour un public primaire, cinq pour les lycéens, quatre pour les collégiens et une séance spéciale sur « Le racisme et la science », avec notamment Lilian Thuram, créateur de la Fondation Éducation contre le racisme et ancien footballeur.  
3 400 élèves, en majorité de la région Île-de-France, ont fait le déplacement pour venir assister aux séances du festival.  

### Le grand jury
- André Brahic, président du jury : astrophysicien au Commissariat à l'énergie atomique et aux énergies alternatives (CEA) et professeur à l’université Paris VII (Diderot) - Francine Leca : chirurgien cardiaque et fondatrice de l’association Mécénat chirurgie cardiaque enfants du monde
- Jacques Malaterre, réalisateur de films
- Emmanuel Priou, producteur de films et fondateur de la société de production Bonne Pioche
- Michel Alberganti : journaliste scientifique et producteur de l’émission Science publique sur France Culture

#### Quinze films en compétition
- Le Mystère de la matière noire, de Cécile Denjean (France)
- Chasing Ice, de Jeff Orlowski (États-Unis)
- L’Énigme de l’autisme : la piste bactérienne, de Christophe Sumpton et Marion Gruner (Canada)
- La Grammaire du bonheur, de Randall Wood et Michael O’Neill (Australie)
- La Magie du cosmos – Qu’est-ce que l’espace ?, de Graham Judd et Sabin Streeter (États-Unis)
- Les Colibris, joyaux de la nature, de Paul Reddish (Autriche)
- The Substance : Albert Hofmann’s LSD, de Martin Witz (Suisse)
- L’Amour, la haine : d’un extrême à l’autre, de Alex Gabbay (Royaume-Uni)
- Les Peuples de l’anneau, de Fred Hilgemann (France)
- Printemps sous surveillance, de François-Xavier Vives (France)
- Survivre au progrès, de Mathieu Roy et Harold Crooks (Canada)
- Codebreaker – Alan Turing, de Clare Beavan (Royaume-Uni)
- Un nuage sur le toit du monde, de Agnès Moreau (France)

## Films primés au festival

### Palmarès 2015

#### Compétition science télévision
- grand prix AST – Ville de Paris : La Puissance des algorithmes, de Jakob Kneser et Pina Dietsche (Allemagne)
- prix Buffon : Climat : portraits d'une France qui change, de Blandine Josselin (France)
- Mention spéciale : Nos ordinateurs ont-ils la mémoire courte ?, de Vincent Amouroux (France)
- prix du public : L'Aventure Rosetta, aux origines de la vie, de Jean-Christophe Ribot (France)

#### Compétition grand écran
- prix grand écran : Alice Cares, de Sander Burger (Pays-Bas)

#### Compétition Scolaire
- prix Étudiant-Région Île-de-France : L'Or rouge, de Philippe Baron (France)
- prix des lycéens : L'Aventure Rosetta, aux origines de la vie, de Jean-Christophe Ribot (France)
- prix innovation des collégiens : Solar Impulse, la traversée de l'Amérique, d'Éric Beaufils (France)

### Palmarès 2014

#### Compétition Science Télévision
- grand prix AST – Ville de Paris : Le Ventre, notre deuxième cerveau, de Cécile Denjean (France)
- prix Pierre-Gilles-de-Gennes : Genetic Me, de Pernille Rose Grønkjær (Danemark)
- prix Buffon : Le Cœlacanthe, plongée vers nos origines, de Gil Kebaïli (France)
- prix du public : Le Cœlacanthe, plongée vers nos origines, de Gil Kebaïli (France)

#### Compétition grand écran
- prix grand écran : Particle Fever, de Mark Levinson (États-Unis)
- Mention d'honneur : Vive la France, de Helgi Felixson et Titti Johnson (Suède)

#### Compétition Scolaire
- prix Étudiant-Région Île-de-France : Genetic Me, de Pernille Rose Grønkjær (Danemark)
- prix des lycéens : Naturopolis Rio : la course vers la ville verte, de Bernard Guerrini (France)
- prix innovation des collégiens : Tous tracés, de Quentin Domart (France)

### Palmarès 2013

#### Compétition Grand Public
- grand prix AST – Ville de Paris : Rédemption impossible, de Claus Striger (Allemagne, Autriche)
- prix Pierre-Gilles-de-Gennes : Les champignons pourront-ils sauver le monde ?, de Anne Rizzo et Thomas Sipp (France)
- prix Buffon : Des abeilles et des hommes, de Markus Imhoof (Suisse)
- prix du public : Les champignons pourront-ils sauver le monde ?, de Anne Rizzo et Thomas Sipp (France) et Le Cerveau d'Hugo de Sophie Révil (France)

#### Compétition scolaire
- prix Étudiant-Région Île-de-France : DNA Dreams, de Bregte van der Haak (Pays-Bas)
- prix des lycéens : Résurrection, de Thibaut Martin (France)
- prix innovation des collégiens : 1783, le premier vol de l'homme, de Stéphane Bégoin (France)

### Palmarès 2012

#### Compétition Grand Public
- grand prix AST – Ville de Paris : La Magie du cosmos – Qu’est-ce que l’espace ?, de Graham Judd et Sabin Streeter (États-Unis)
- prix audace : The Substance : Albert Hofmann’s LSD, de Martin Witz (Suisse)
- prix Pierre-Gilles-de-Gennes : Un Nuage sur le toit du monde, de Agnès Moreau (France)
- prix Buffon : Les Colibris, joyaux de la nature, de Paul Reddish (Autriche)

#### Compétition Scolaire
- prix des lycéens : Le Cerveau et ses automatismes - La magie de l’inconscient, de Francesca d’Amicis, Petra Höfer et Freddie Röckenhaus (Allemagne)
- prix innovation des collégiens : Somnolence – Quand le cerveau n’en fait qu’à sa tête, de Maryse Bergonzat (France)

### Palmarès 2011

#### Compétition Grand Public
- grand prix AST – Ville de Paris : Un cœur qui bat, de Sophie Révil et Christophe Barraud (France)
- prix audace : Nostalgie de la lumière, de Patricio Guzmán (France, Allemagne, Chili)
- prix Pierre-Gilles-de-Gennes : Marie Curie, au-delà du mythe, de Michel Vuillermet (France)
- prix Buffon : Up in smoke, d'Adam Wakeling (Royaume-Uni)

##### Compétition Scolaire
- prix des lycéens : Un Homme presque parfait, de Cécile Denjean (France)
- prix innovation des collégiens : Rêve de glace, de Jean-Michel Corillion (France)

### Palmarès 2010

#### Compétition Grand Public
- grand prix AST – Ville de Paris : Plug and Pray, de Jens Schanze (Allemagne)
- prix audace : Quants, les alchimistes de Wall Street, de Marije Meerman (Pays-Bas)
- prix Pierre-Gilles-de-Gennes : Les Secrets des nombres premiers, de Hideki Uematsu (Japon)
- prix de la Terre : Terrain de jeu toxique, de Lars Edman et William Johansson (Suède)
- prix Buffon : Tchernobyl, une histoire naturelle ?, de Luc Riolon (France)

##### Compétition Scolaire
- prix des lycéens : Mon cerveau a-t-il un sexe?, de Laure Delesalle (France)
- prix innovation des collégiens : Le Tour du monde en 90, de Nick Watts (Grande-Bretagne)

### Palmarès 2009

#### Compétition Grand Public
- grand prix AST – Ville de Paris : L'Instinct de la musique, de Elena Mannes (États-Unis)
- prix audace : Les Dompteurs de l'invisible, de Chris Mullington (Canada)
- prix Pierre-Gilles-de-Gennes : Fractales, à la recherche de la dimension cachée, de Michel Schwarz et Bill Jersey (États-Unis)
- prix de la Terre : Les Guerres du climat, les forces en présence, de Jonathan Renouf (Royaume-Uni)
- prix Buffon : Malin comme un singe, de John Rubin (États-Unis)
- prix coup de cœur du jury : Tours du monde, tours du ciel, de Robert Pansard-Besson (France)

##### Compétition Scolaire
- prix des lycéens : Se déplacer en 2040, de Philippe Baron (France)
- prix innovation des collégiens :Voyageurs des fleuves, de Stéphane Lévin et Florence Pradalier (France)

### Palmarès 2008

#### Compétition Grand Public
- grand prix AST – Ville de Paris : Espèces d'espèces, de Denis Van Waerebeke (France)
- prix audace : Les Casseurs d'atomes, de Clayton Brown et Monica Ross (États-Unis)
- prix Pierre-Gilles-de-Gennes : La Malédiction de la conjecture de Poincaré, de Masahito Kasuga (Japon)
- prix de la Terre : Vos déchets : une matière première !, de Rob van Hattum (Pays-Bas)
- prix Buffon : Toto le némato, de Yves Elie (France)

##### Compétition Scolaire
- prix des lycéens : Mâles en péril, de Sylvie Gilman et Thierry de Lestrade (France)
- prix innovation des collégiens :Comment arrêter un ouragan ?, de Robin Berger (Canada)

### Palmarès 2007

#### Compétition Grand Public
- grand prix AST – Ville de Paris : L'Aile d'un papillon, de Nick de Pencier (France, Canada)
- prix audace : Ebola, ce n'est pas une maladie pour rire, de Frédéric Brunnquell (France)
- prix du scénario : L'Homme sans douleur, de Ruth Zylberman et Muriel Coulin (France)
- prix Buffon : Guerre et paix dans le potager, de Jean-Yves Collet (France)
- prix Buffon : Brut, de Richard Smith (Australie)

##### Compétition Scolaire
- prix des lycéens : Bienvenue sur Mars, de Mark Davis (Royaume-Uni)
- prix innovation des collégiens :Jaglavak, prince des insectes, de Jérôme Raynaud (France)

### Palmarès 2006
- grand prix AST – Ville de Paris : Dr Virus et Mr Hyde, de Jean Crepu (France)

### Palmarès 2005
- grand prix AST – Ville de Paris : Océanautes, de Jérôme Scemla (France)